# Gare de Pihen
La gare de Pihen est une gare ferroviaire française de la ligne de Boulogne-Ville à Calais-Maritime, située sur le territoire de la commune de Pihen-lès-Guînes dans le département du Pas-de-Calais, en région Hauts-de-France. 
C'est une halte voyageurs de la Société nationale des chemins de fer français (SNCF), desservie par des trains TER Hauts-de-France.

## Situation ferroviaire
Établie à 64 mètres d'altitude, la gare de Pihen est située au point kilométrique (PK) 282,253 de la ligne de Boulogne-Ville à Calais-Maritime entre les gares de Caffiers et de Calais - Fréthun.

## Service des voyageurs

### Accueil
Halte SNCF, c'est un point d'arrêt non géré (PANG) à accès libre.
La traversée des voies et le passage d'un quai à l'autre se fait par des escaliers et la route de Guînes.

### Desserte
Pihen est desservie par les trains TER Hauts-de-France qui effectuent des missions entre les gares de Calais-Ville et de Rang-du-Fliers - Verton, ou d'Étaples - Le Touquet, ou de Boulogne-Ville.

### Intermodalité
Un parc pour les vélos et un parking pour les véhicules y sont aménagés.